# Helianthus strumosus
Helianthus strumosus — вид рослин з родини айстрових (Asteraceae), поширений у південній Європі, західній і середній Азії.

## Опис
Багаторічна кореневищна рослина 100–200 см заввишки. Стебла прямостійні, голі або майже такі. Листки стеблові, переважно протилежні, іноді чергуються (дистально); черешки 1–3 см; пластини від світло- до темно-зелені, 7–18 × 2–10 см, поля від цілих до дрібно зубчастих, нижня поверхня від оголеної до злегка покритої шерстистими волосками, зазвичай густо залозисто-плямиста. Квіткових голів (кошиків) 3–15. Язичкові квіточки блідо-жовті. Дискових квіточок 35+; віночки 5.5–6.5 мм, часточки жовті; пильовики темні. Плоди 4–5.5 мм. 2n = 68, 102.

## Поширення
Поширений у Канаді (південне Онтаріо, південний Квебек) й США (східна половина).
Населяє лісові райони, узбіччя доріг, прерії на висотах 0–1500 м.

## Використання
Кореневища можна збирати з жовтня. Зберігати їх можна лише кілька днів, оскільки вони швидко стають м'якими, потрапляючи на повітря. Смак можна порівняти з кореневими бульбами топінамбура.